# Koszmosz–217
Koszmosz–217 (oroszul: Космос 217) szovjet (ASAT) célműhold.

## Küldetés
Manőverezésre alkalmas célműhold, elnevezése "Uránusz" (Уран) ISZ–P (5V91T), passzív vadászműhold (истребитель спутник-пассивный – ИС–П). Védővadász-repülőgépről műholdromboló rakétát kívántak indítani, hogy a világűrből támadó, nukleáris robbanótöltettel felszerelt műholdat megsemmisítsék.
Az anti-műholdas fegyverek (ASAT) célja, hogy ártalmatlanná tegyék vagy elpusztítsák a támadó feladattal készített katonai műholdakat.

## Jellemzői
A Központi Mérnöki Tervezőiroda (oroszul: Центральное конструкторское бюро машиностроения – ЦКБ) tervezte és építését felügyelte. Üzemeltetője a moszkvai Honvédelmi Minisztérium (oroszul: Министерство обороны – MO).
Megnevezései: COSPAR: 1968-036A; SATCAT kódja: 3216.
1968. április 24-én a Bajkonuri űrrepülőtérről az LC–90/20 jelű indítóállványról egy Ciklon–2A (11A57) hordozórakétával állították alacsony Föld körüli pályára (LEO = Low-Earth Orbit). Az orbitális egység pályája 88,5 perces, 62,2 fokos hajlásszögű, elliptikus pálya perigeuma 144 kilométer, apogeuma 262 kilométer volt.
Alakja hengeres, átmérője 1,5 méter, magassága 4,5 méter. Fegyver nélküli űreszköz. Hasznos tömege 4000 kilogramm. A sorozat felépítését, szerkezetét, alapvető fedélzeti rendszereit tekintve egységesített, szabványosított űreszköz. Áramforrása kémiai akkumulátorok, szolgálati élettartama 12 nap.
Az űreszköz hordozórakétája nem vált el, az előírt teszteket nem sikerült végrehajtani.
1968. április 26-án, 2 nap után, földi parancsra belépett a légkörbe és megsemmisült.

## Külső hivatkozások
- Koszmosz–217. lib.cas.cz. [2013. október 13-i dátummal az eredetiből archiválva]. (Hozzáférés: 2013. május 4.)
- Koszmosz–217. spacefacts.de. (Hozzáférés: 2013. május 4.)
- Koszmosz–217. astronautix.com. [2013. november 28-i dátummal az eredetiből archiválva]. (Hozzáférés: 2014. május 3.)
- Koszmosz–217. astronautix.com. (Hozzáférés: 2014. május 3.)
- Koszmosz–217. hobby.ru. (Hozzáférés: 2014. május 3.)

| Elődje: Koszmosz–216 | Koszmosz-program 1967 | Utódja: Koszmosz–218 |